# Пропаганда (книга)
«Пропага́нда» — книга Эдварда Бернейса, написанная в 1928 году, включает в себя примеры социологических исследований и психологическую манипуляцию, использующуюся в связях с общественностью. Бернейс написал книгу под влиянием успеха его более ранних работ, таких как «Кристаллизация общественного мнения» (1923) и «Посредник по связям с общественностью» (1927).
Пропаганда выясняет психологию манипулирования массами и возможность использовать символические действия и пропаганду, чтобы влиять на политику, социологические изменения и равенства полов и рас.
Вальтер Липмэн был американским наставником Бернейса. Его работа «Общественный фантом» повлияла на идеи, отразившиеся в «Пропаганде» годом позднее. «Пропаганда» Бернейса содержит в себе все основные элементы теории пропаганды в широком смысле и теории PR в узком: идея пропаганды строится на том, что новые идеи проникают в общество и «овладевают массами» с помощью активно мыслящего меньшинства. Активное согласие общественного мнения является непременным условием успеха любой деятельности монархического, конституционного, демократического или коммунистического правительства. Ноам Хомски писал: «Правдивая и наполненная практическими подробностями книга Бернейса позволяет познакомиться с наиболее мощными и влиятельными институтами современной капиталистической демократии индустриального строя».

## Содержание
С первой главы по шестую автор раскрывает сложную структуру отношений между человеческой психологией, демократическим режимом и индустриализацией общества. Бернейс использует тезис о «невидимых» людях, которые создают необходимую основу для пропаганды, чтобы управлять массами. Они используют монополию власти, чтобы формировать мнение, ценности и гражданскую позицию. «Организация консенсуального согласия масс» будет необходима для выживания демократического режима. Бернейс объясняет: «Манипуляция сознанием и интеллектом привычек и мнений масс это важнейший элемент в демократическом обществе. Те, кто используют это невидимый механизм общества, создает невидимое государство, которое является настоящий руководящим аппаратом. Мы управляем умами людей, формируем их вкусы, предлагаем идеи». Книга состоит из предисловия и одиннадцати глав.
С первого же абзаца Бернейс говорит о невидимом правительстве, которое и является реальной правящей силой: «Нами управляют, наши мозги формируют, наши вкусы создаются, наши идеи предлагаются в основном людьми, о которых мы никогда не слышали. Это логический результат того, как организовано наше демократическое общество. Большое число людей должны взаимодействовать таким способом, если они хотят жить вместе в хорошо функционирующем обществе».